# SSID
Il service set identifier, o SSID, è il nome con cui una rete Wi-Fi o in generale una WLAN si identifica ai suoi utenti.
Spesso gli access point sono configurati in modo da annunciare continuamente i loro SSID, cosicché i dispositivi mobili di ricetrasmissione Wi-Fi possano creare un elenco delle reti wireless disponibili nella zona in cui essi si trovano. Tale elenco può poi essere mostrato all'utente affinché possa scegliere la rete a cui connettersi (sempre che questa decisione non venga presa in automatico dal dispositivo).

## Caratteristiche
La configurazione dello SSID è generalmente assegnata dall'amministratore di rete e l'SSID è trasmesso in frame periodiche dette beacon. Dato che lo SSID è un nome che viene sovente mostrato agli utenti, esso consiste in genere in una serie di caratteri ASCII stampabili; tuttavia lo standard non specifica nulla in proposito.
Altre volte SSID potrebbe essere nascosto e non visibile da tutti 
Non c'è una stretta relazione fra access point e SSID; è normale che più access point condividano lo stesso SSID, se forniscono accesso alla stessa rete, ma è anche possibile che uno stesso access point si presenti con più SSID, se fornisce accesso a diverse reti.
Configurando gli access point in modo che non annuncino lo SSID, cioè disabilitando il suo broadcast, è possibile nascondere una rete, quindi far sì che il suo nome non appaia negli elenchi delle reti disponibili, che i dispositivi Wi-Fi generano. Non si tratta, però, di una vera misura di sicurezza, in quanto la rete è comunque individuabile.